# Гранзе
Гранзе (њем. Gransee) град је у њемачкој савезној држави Бранденбург. Једно је од 19 општинских средишта округа Оберхафел. Према процјени из 2010. у граду је живјело 6.125 становника. Посједује регионалну шифру (AGS) 12065100.

## Географски и демографски подаци
Гранзе се налази у савезној држави Бранденбург у округу Оберхафел. Град се налази на надморској висини од 55 метара. Површина општине износи 121,2 km². У самом граду је, према процјени из 2010. године, живјело 6.125 становника. Просјечна густина становништва износи 51 становника/km².

## Међународна сарадња
| Мјесто | Држава | Врста сарадње | Од    |
| ------ | ------ | ------------- | ----- |
|        | Чешка  | партнерство   | 1997. |
| Извор  |        |               |       |